# Гаррі Коскела
Гаррі Матіас Коскела (фін. Harri Matias Koskela; нар. 8 жовтня 1965, Лапуа) — фінський борець греко-римського стилю, срібний та бронзовий призер чемпіонатів світу, бронзовий призер чемпіонату Європи, срібний призер Кубку світу, чотириразовий чемпіон Північних чемпіонатів, срібний призер Олімпійських ігор.

## Життєпис
Боротьбою почав займатися з 1975 року.
Гаррі Коскела був найуспішнішим фінським борцем кінця 1980-х і початку 1990-х років. Більшу частину своєї кар'єри Коскела займався греко-римською боротьбою, виступаючи в напівважкій вазі. Він виграв срібло Олімпіади 1988 року, срібло чемпіонату світу 1990 року, бронзу 1991 року та бронзу чемпіонату Європи 1987 року. Коскела був прапороносцем олімпійської збірної Фінляндії на церемонії відкриття Олімпійських ігор 1992 року. Він також здобув чотири чемпіонських титули на чемпіонатах Північної Європи (1987-89 і 1994), дев'ять титулів чемпіона Фінляндії в напівважкій вазі (1987-95) і один титул чемпіона Фінляндії у важкій вазі (1996).
Виступав за борцівський клуб «Lapuan Virkiä» Лапуа.

## Спортивні результати на міжнародних змаганнях

### Виступи на Олімпіадах
| Змагання                    | Збірна    | Вагова категорія                 | Місце  |
| --------------------------- | --------- | -------------------------------- | ------ |
| Літні Олімпійські ігри 1988 | Фінляндія | греко-римська боротьба, до 90 кг | Срібло |
| Літні Олімпійські ігри 1992 | Фінляндія | греко-римська боротьба, до 90 кг | 11     |
| Літні Олімпійські ігри 1996 | Фінляндія | греко-римська боротьба, до 90 кг | 20     |

### Виступи на Чемпіонатах світу
| Змагання                        | Збірна    | Вагова категорія                 | Місце  |
| ------------------------------- | --------- | -------------------------------- | ------ |
| Чемпіонат світу з боротьби 1987 | Фінляндія | греко-римська боротьба, до 90 кг | 4      |
| Чемпіонат світу з боротьби 1989 | Фінляндія | греко-римська боротьба, до 90 кг | 6      |
| Чемпіонат світу з боротьби 1990 | Фінляндія | греко-римська боротьба, до 90 кг | Срібло |
| Чемпіонат світу з боротьби 1991 | Фінляндія | греко-римська боротьба, до 90 кг | Бронза |
| Чемпіонат світу з боротьби 1995 | Фінляндія | греко-римська боротьба, до 90 кг | 6      |

### Виступи на Чемпіонатах Європи
| Змагання                         | Збірна    | Вагова категорія                 | Місце  |
| -------------------------------- | --------- | -------------------------------- | ------ |
| Чемпіонат Європи з боротьби 1987 | Фінляндія | греко-римська боротьба, до 90 кг | Бронза |
| Чемпіонат Європи з боротьби 1989 | Фінляндія | греко-римська боротьба, до 90 кг | 6      |
| Чемпіонат Європи з боротьби 1992 | Фінляндія | греко-римська боротьба, до 90 кг | 6      |
| Чемпіонат Європи з боротьби 1996 | Фінляндія | греко-римська боротьба, до 90 кг | 5      |

### Виступи на Кубках світу
| Змагання                    | Збірна     | Вагова категорія                 | Місце  |
| --------------------------- | ---------- | -------------------------------- | ------ |
| Кубок світу з боротьби 1987 | Шаблон:SCA | греко-римська боротьба, до 90 кг | Срібло |

### Виступи на Північних чемпіонатах
| Змагання                            | Збірна    | Вагова категорія                 | Місце  |
| ----------------------------------- | --------- | -------------------------------- | ------ |
| Північний чемпіонат з боротьби 1987 | Фінляндія | греко-римська боротьба, до 90 кг | Золото |
| Північний чемпіонат з боротьби 1988 | Фінляндія | греко-римська боротьба, до 90 кг | Золото |
| Північний чемпіонат з боротьби 1989 | Фінляндія | греко-римська боротьба, до 90 кг | Золото |
| Північний чемпіонат з боротьби 1994 | Фінляндія | греко-римська боротьба, до 90 кг | Золото |

### Виступи на інших змаганнях
| Змагання                           | Збірна    | Вагова категорія                  | Місце  |
| ---------------------------------- | --------- | --------------------------------- | ------ |
| Гала гран-прі FILA 1987            | Фінляндія | греко-римська боротьба, до 90 кг  | 5      |
| Гран-прі Німеччини з боротьби 1989 | Фінляндія | греко-римська боротьба, до 90 кг  | 5      |
| Кубок Вантаа з боротьби 1995       | Фінляндія | греко-римська боротьба, до 100 кг | Бронза |

### Виступи на змаганнях молодших вікових груп
| Змагання                                          | Збірна    | Вагова категорія                 | Місце  |
| ------------------------------------------------- | --------- | -------------------------------- | ------ |
| Північний чемпіонат з боротьби серед юніорів 1984 | Фінляндія | греко-римська боротьба, до 90 кг | Золото |
| Північний чемпіонат з боротьби серед юніорів 1985 | Фінляндія | греко-римська боротьба, до 90 кг | Золото |
| Чемпіонат Європи з боротьби серед молоді 1984     | Фінляндія | греко-римська боротьба, до 90 кг | 6      |